# Limnophila malitiosa
Limnophila malitiosa är en tvåvingeart som först beskrevs av Alexander 1951.  Limnophila malitiosa ingår i släktet Limnophila och familjen småharkrankar.
Artens utbredningsområde är Madagaskar. Inga underarter finns listade i Catalogue of Life.